# Apex (indumentaria)

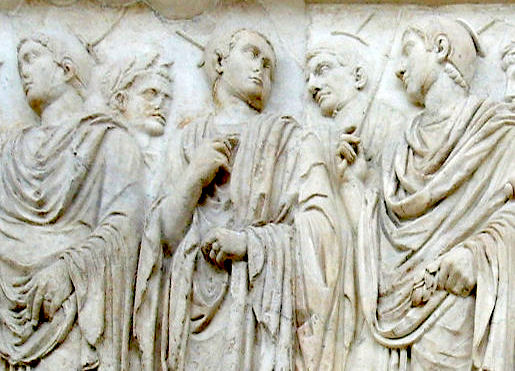
Relieve romano que muestra los flamines con apex

El apex era una especie de bonete o gorro, sujeto con dos cordones por debajo de la barbilla, que llevaban en Roma los flamines y los salios. Valerio Máximo nos dice que Sulpicio fue destituido del sacerdocio solo por habérsele caído el apex mientras ofrecía un sacrificio. 